# Série du Turkestan
La Série du Turkestan (en russe : Туркеста́нская се́рия) est un ensemble de tableaux du peintre russe Vassili Verechtchaguine, réalisés dans les années 1871-1873 à Munich, sous l'influence de ses séjours en Asie Centrale en 1867-1868 et en 1869-1870. Cette série comprend également une petite sous-série intitulée Les Barbares que l'artiste a décidé de distinguer, pour lui donner une signification indépendante. Cette sous-série est consacrée exclusivement aux sujets militaires.

## Histoire de la création
En 1867, Constantin von Kaufmann, gouverneur général du Turkestan russe et commandant des forces russes en Asie centrale, invite le peintre Verechtchaguine à entrer à son service. Il est censé servir le général en tant qu'enseigne. En août 1867, Verechtchaguine se rend à Tachkent puis à Samarcande, où il participe à la défense de la ville assiégée. Il est blessé et reçoit les insignes de l'Ordre impérial et militaire de Saint-Georges de 4e classe Pour s'être distingué lors de la défense de la citadelle de Samarcande du 2 au 8 juin 1868[réf. nécessaire].
À la fin de l'année 1868, Verechtchaguine se rend à Saint-Pétersbourg, puis de là à Paris, puis revient à Saint-Pétersbourg. En 1869, il y organise, avec l'aide de von Kaufmann une exposition sur le Turkestan. Puis il part pour la Sibérie.
En 1871, Verechtchaguine s'installe à Munich et commence à travailler sur des sujets orientaux. Après deux ans, il termine la Série du Turkestan qui comprend 13 tableaux, 81 études et 133 dessins. Il la présente à sa première exposition au Crystal Palace à Londres en 1873, puis, en 1874, à Saint-Pétersbourg et à Moscou.
Verechtchaguine a posé comme condition d'acquisition de la série du Turkestan l'obligation d'acheter toutes les toiles. En 1874, c'est Pavel Tretiakov qui l'achète pour le prix de 92 000 roubles d'argent. Tretiakov présente la série au public, au début, dans les locaux de la Société des amateurs d'art de Moscou, puis dans des nouvelles salles de la galerie Tretiakov.

## Analyse
La Série du Turkestan est en partie consacrée aux évènements militaires de la période d'annexion des khanats de l'Asie centrale et en partie aux modes de vie de ces régions, aux traditions et la culture des populations locales. Tant le thème choisi que la technique picturale étaient nouveaux et inhabituels pour leur époque et ont provoqué à leurs débuts une évaluation ambigüe de la part des contemporains. Pour nombre d'artistes (parmi lesquels Vassili Perov, Pavel Tchistiakov, et Ilia Répine), la Série Turkestan semblait étrangère à l'art russe, mais avec le temps un peintre tel qu'Ivan Kramskoï a estimé qu'elle était un brillant succès à mettre au crédit de la nouvelle école russe.
Verechtchaguine contribue avec sa Série du Turkestan à élaborer une image attractive de l'Asie centrale. Le général Constantin von Kaufmann, gouverneur-général du Turkestan finança à deux reprises la venue du peintre dans la région en 1868 et 1870. Les images personnelles du Turkestan sont réunies dans un volume subventionné à hauteur de plus de 30 000 roubles par les fonds publics. Le Turkestan fait ainsi sa rentrée dans le monde des arts et une image exotique positive de l'Asie est donnée aux milliers de visiteurs des expositions de 1874 à Moscou et Saint-Pétersbourg.

## Œuvres

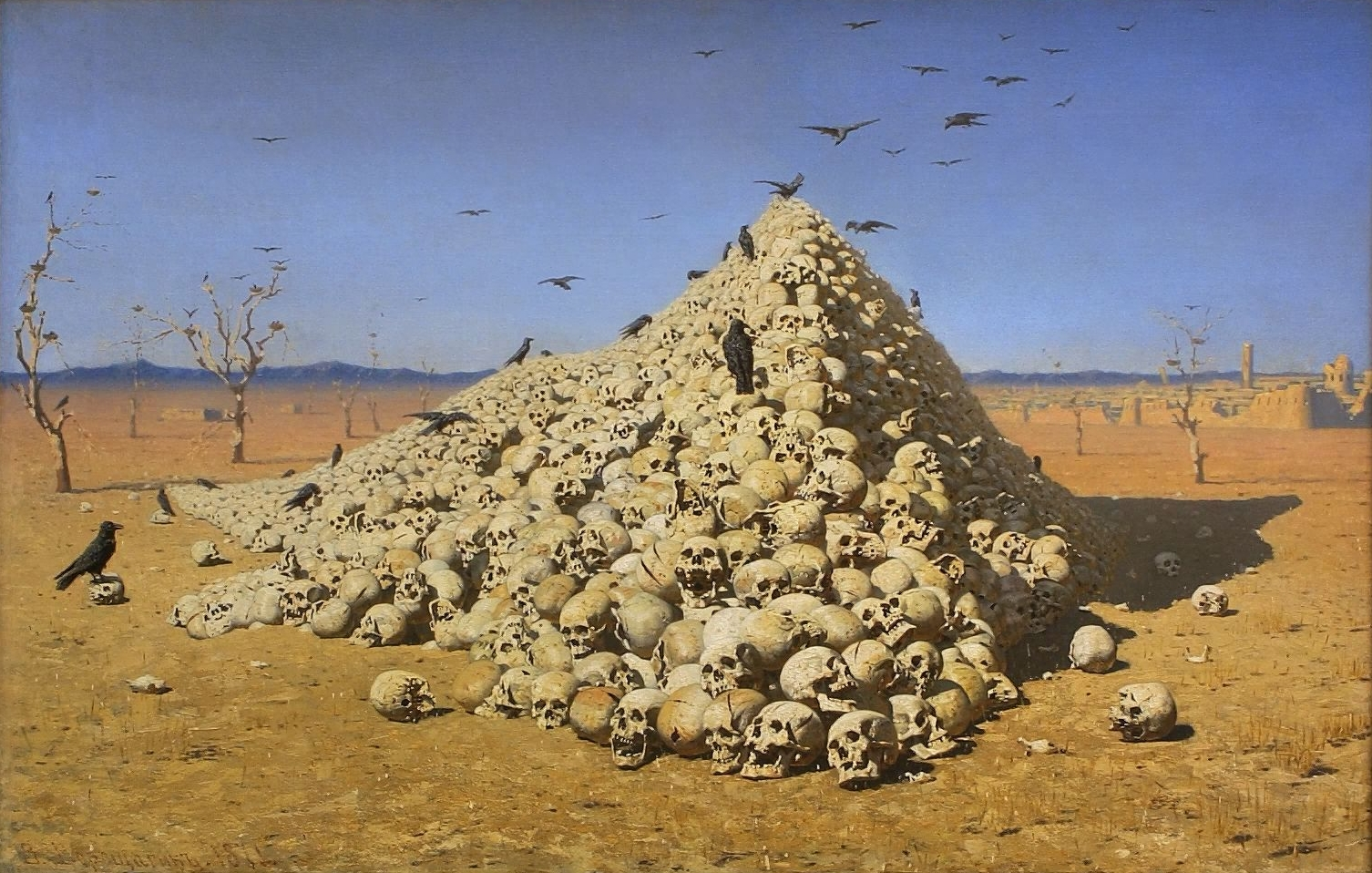
Apothéose de la guerre
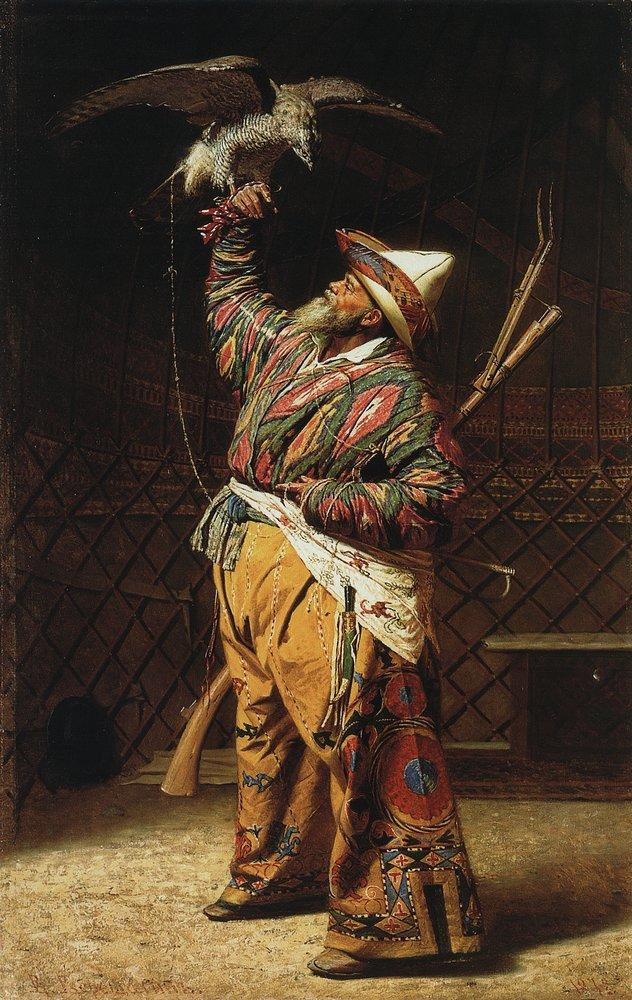
Riche chasseur kirghize avec un faucon
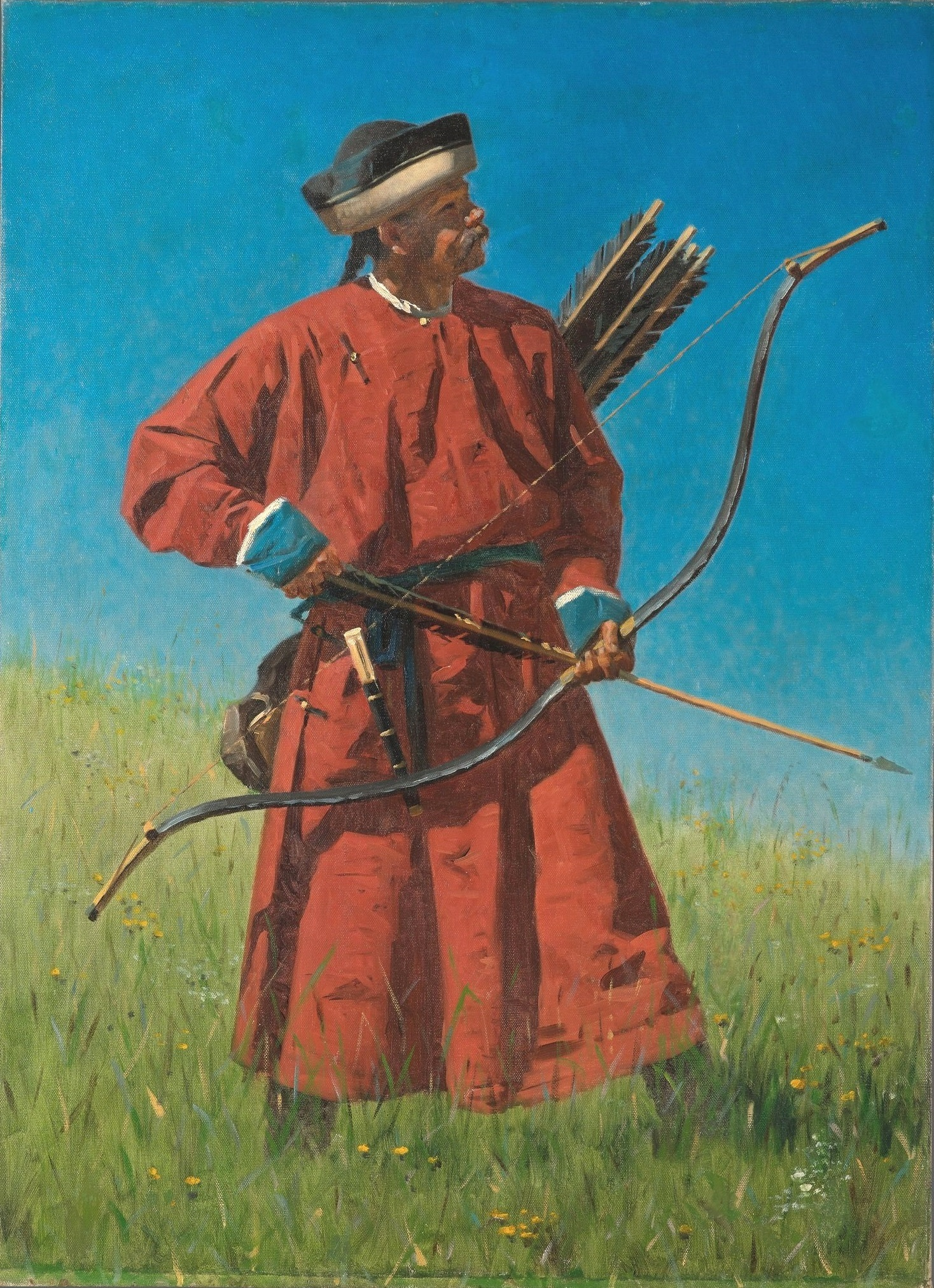
Soldat boukhare
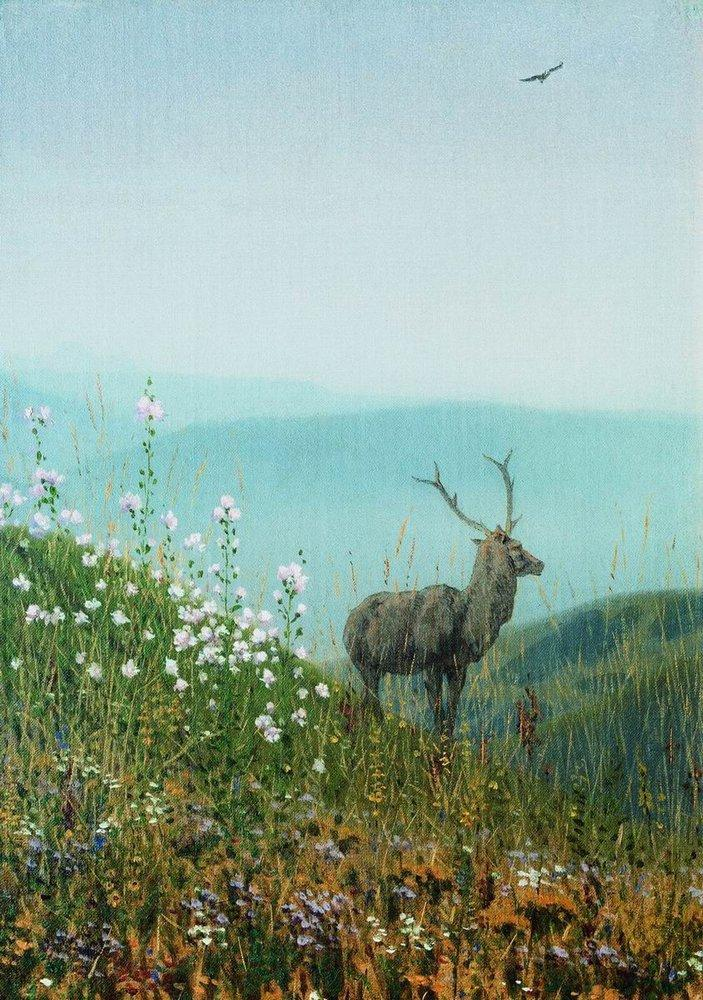
Dans les montagnes de l'Altaï
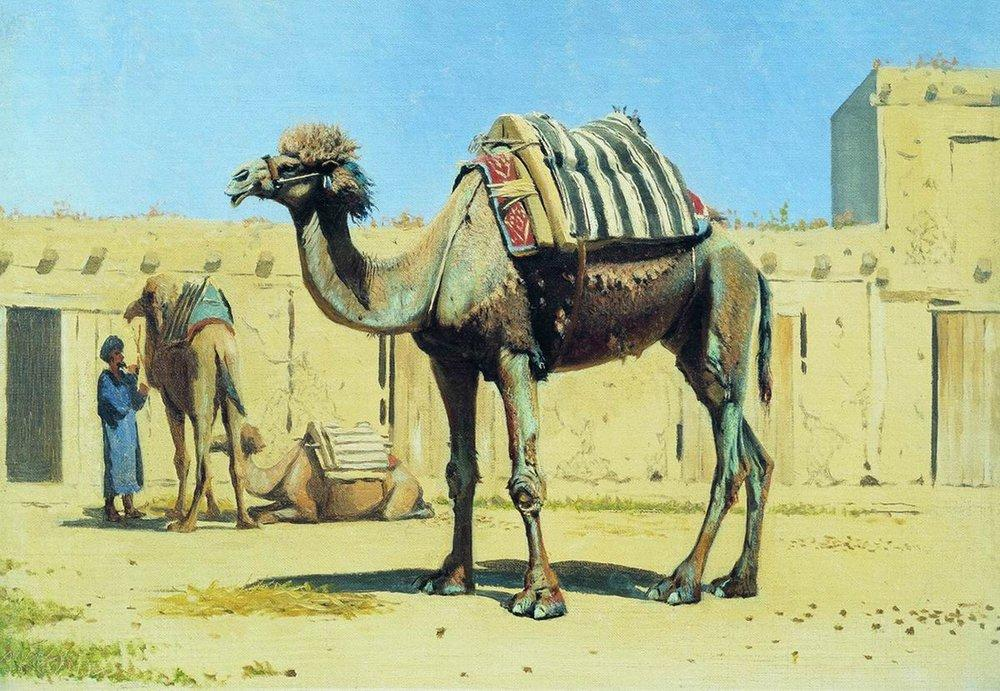
Chameau dans la cour du caravansérail
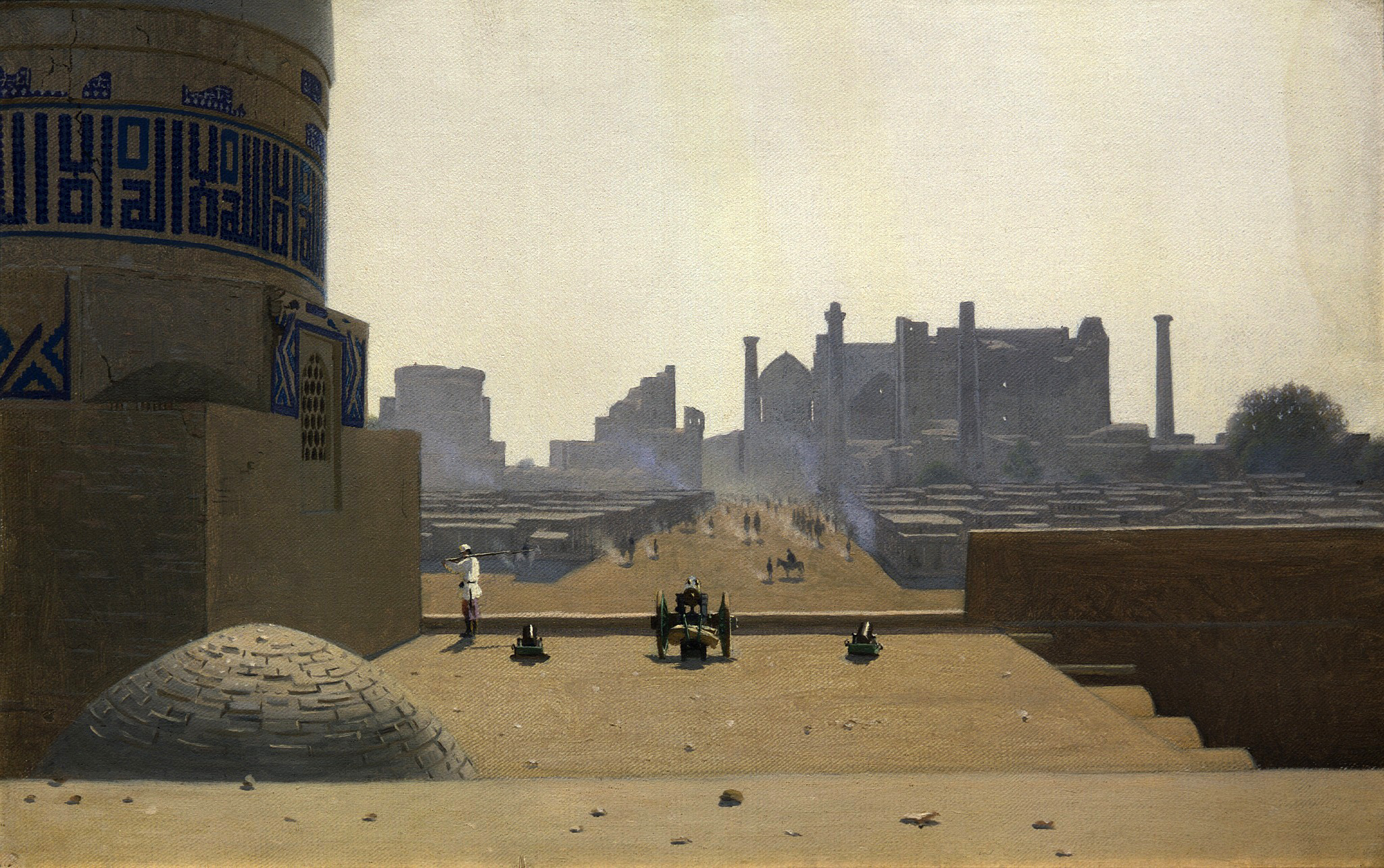
Rue principale de Samarcande du haut de la citadelle au petit matin
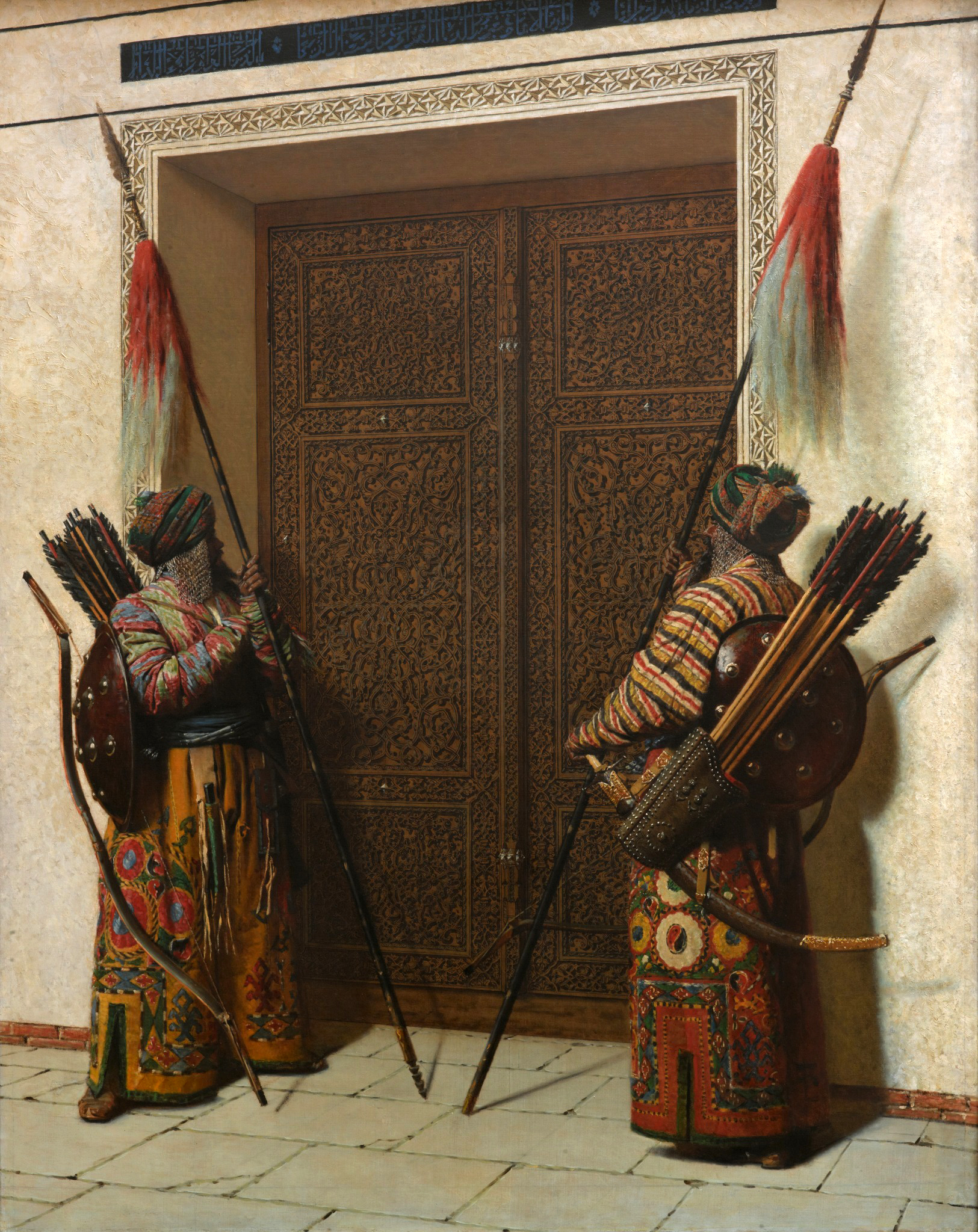
Portes de Timour (Tamerlan)
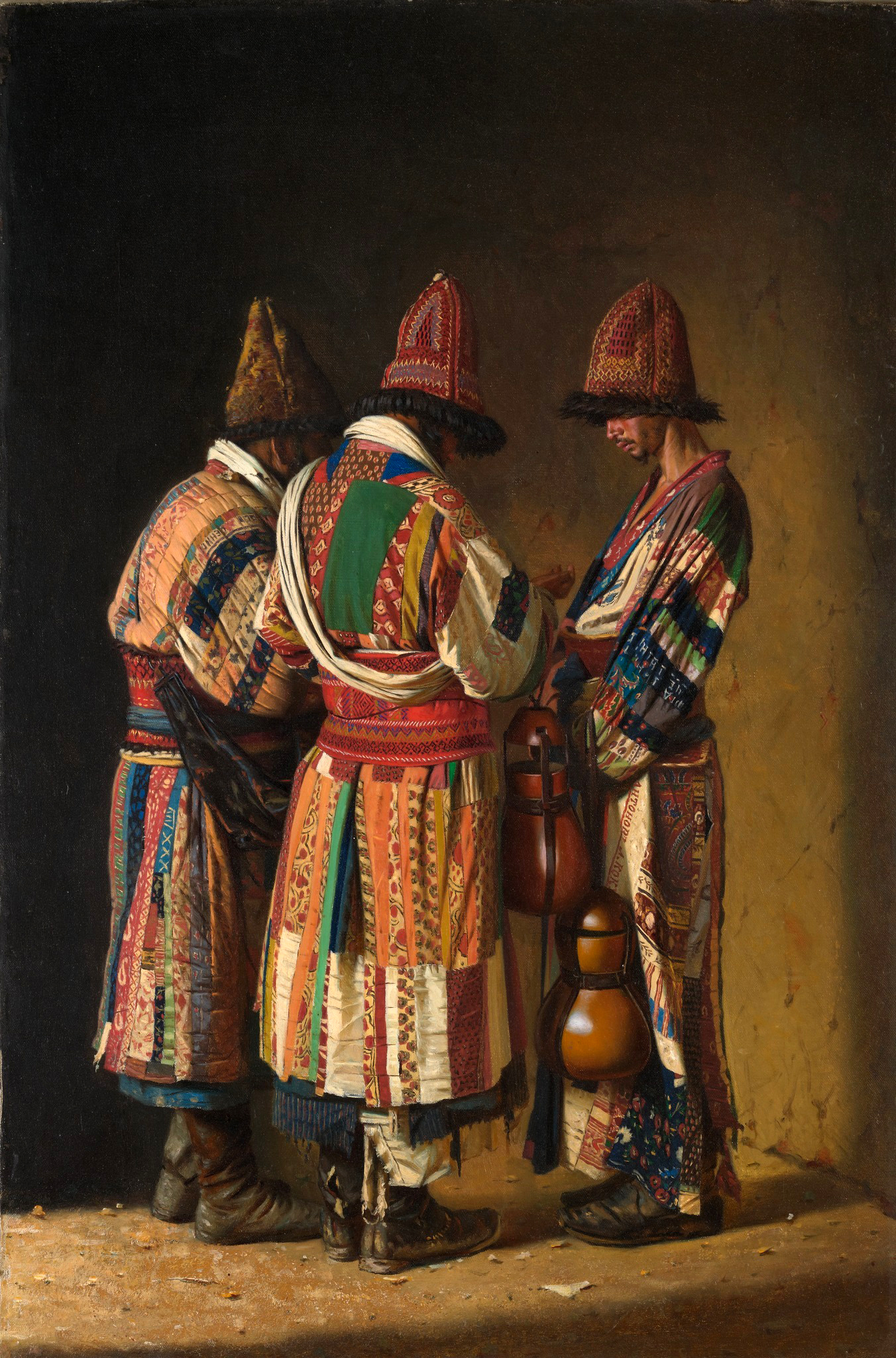
Derviches en tenues de fête
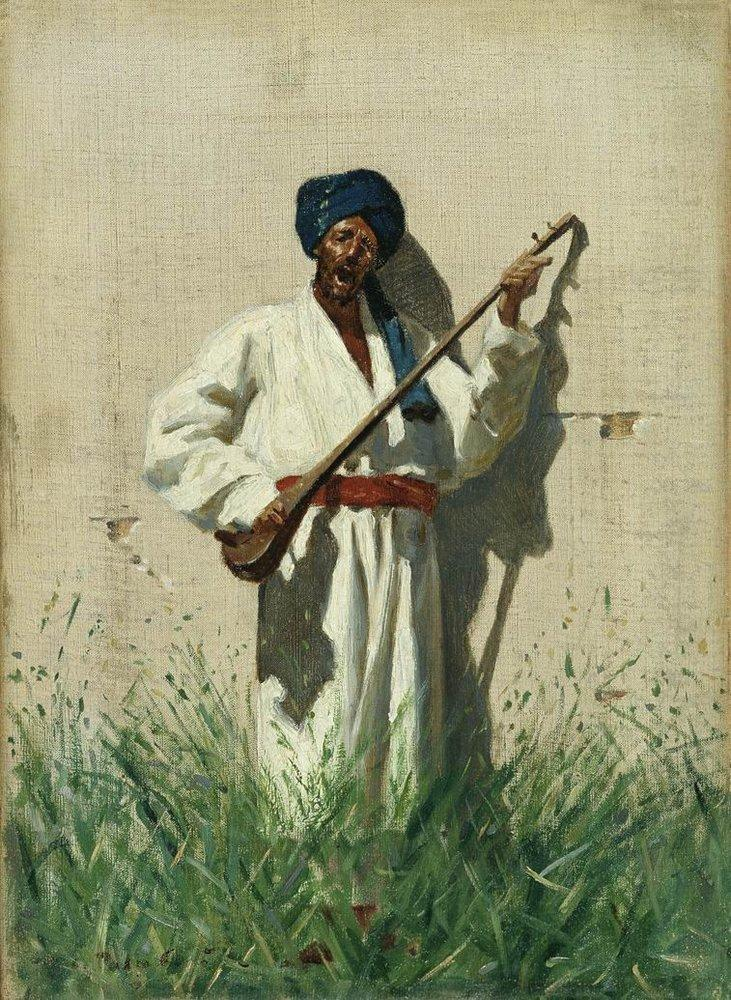
Doutariste (selon le catalogue, chant Ousbek)
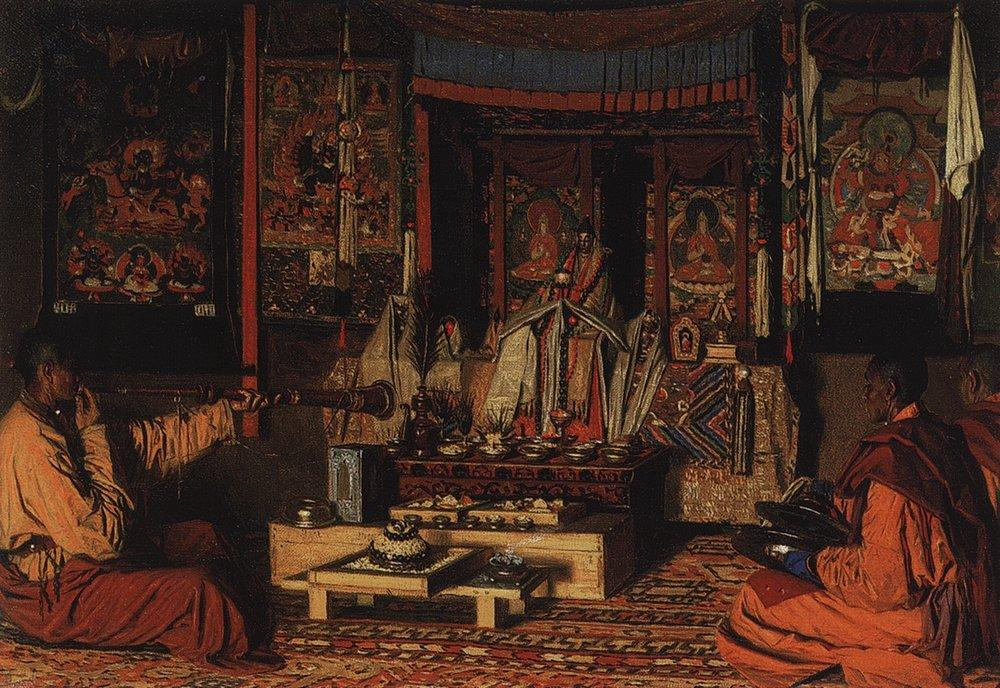
Chapelle de Kalmouks
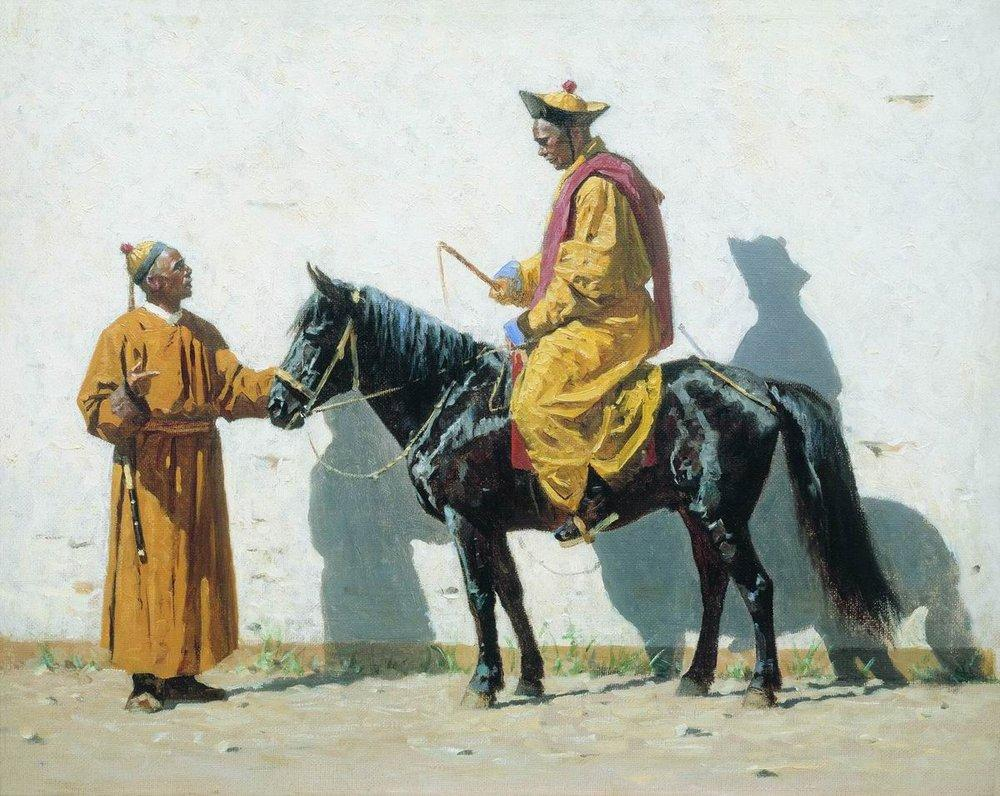
Lama kalmouk
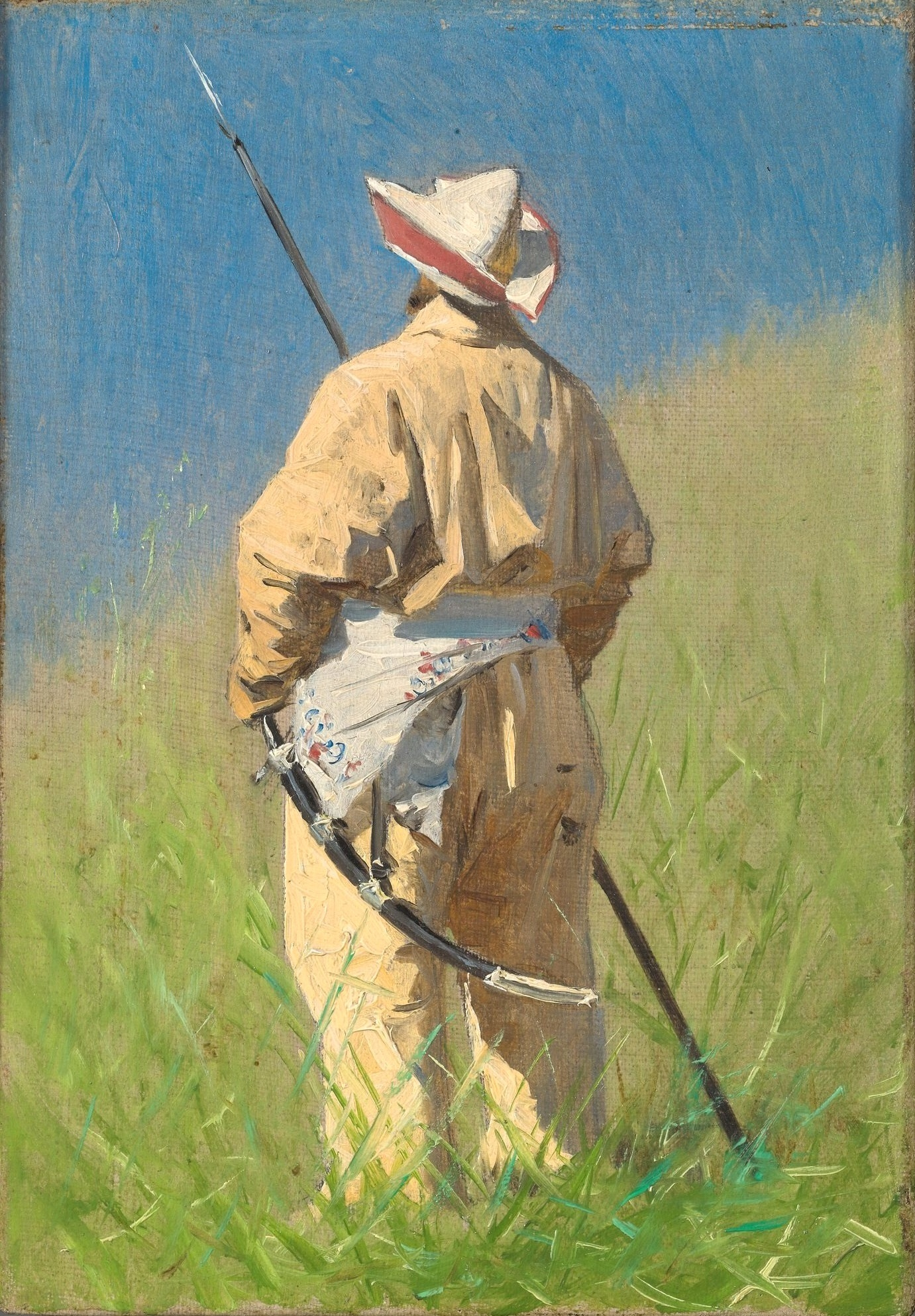
Kirghize
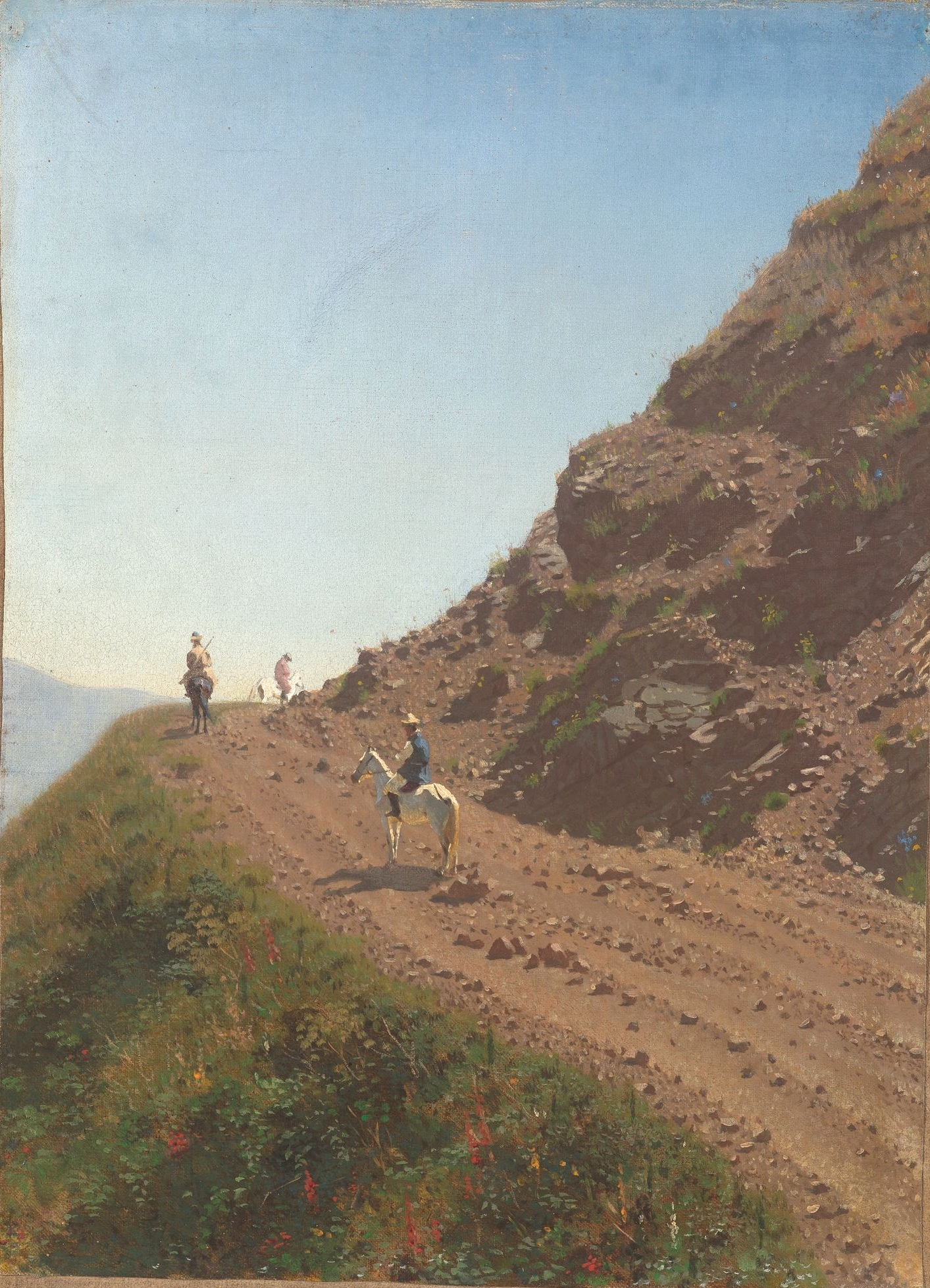
Route de nomades dans les montages de l'Altaï
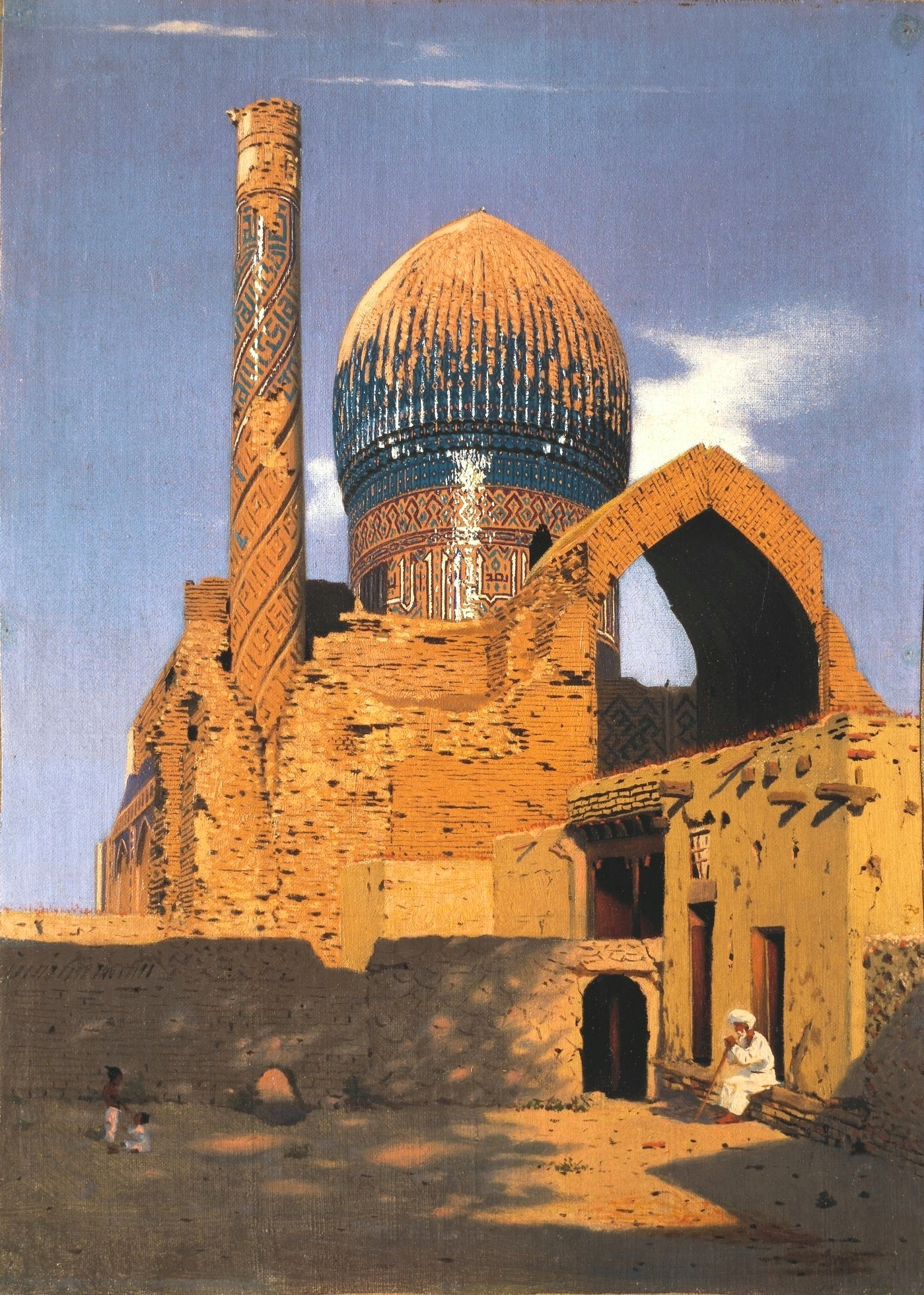
Mausolée Gour Emir. Samarcande
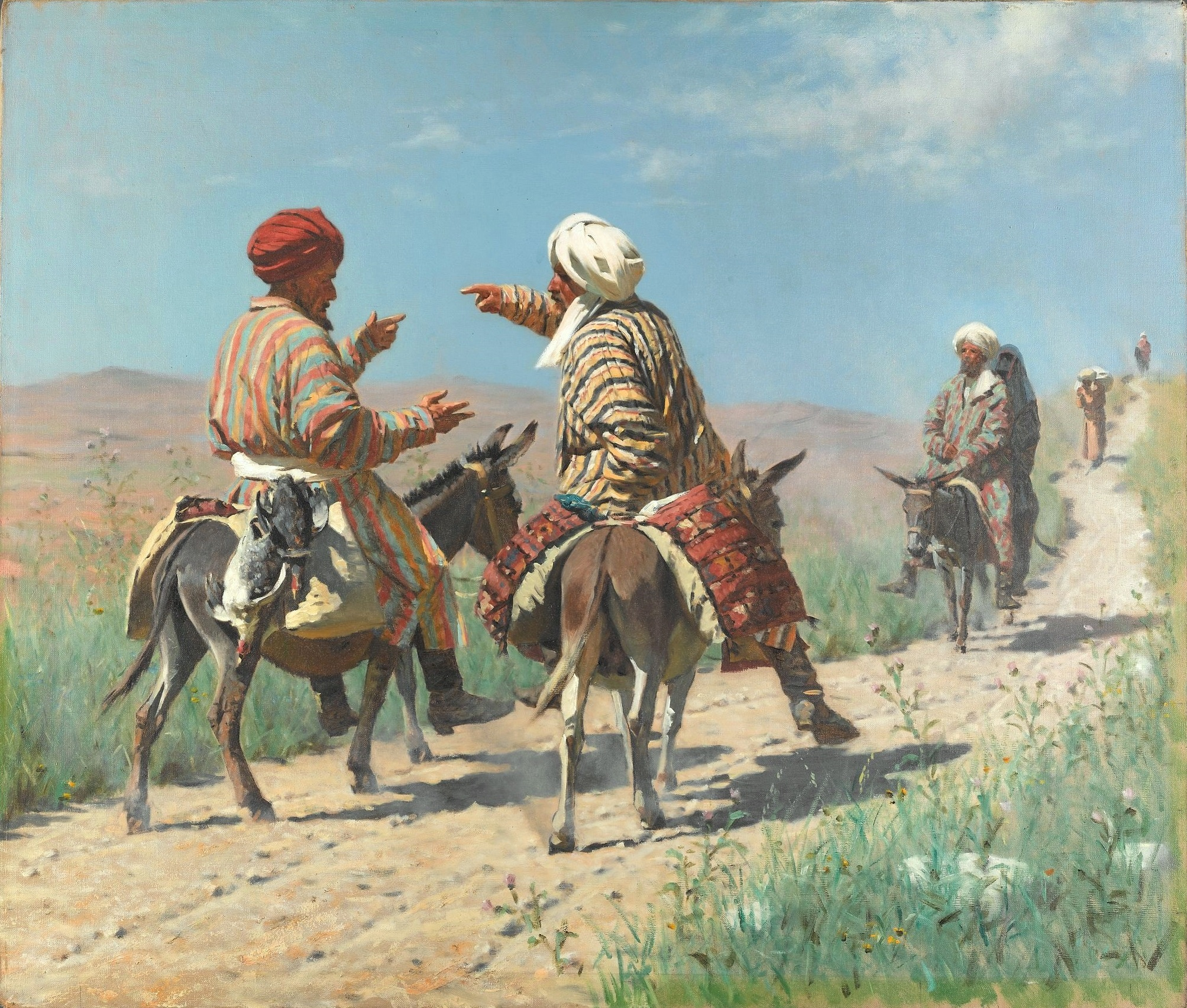
Le Mollah Rakhim et le mollah Kerim en route pour le bazar se querellent
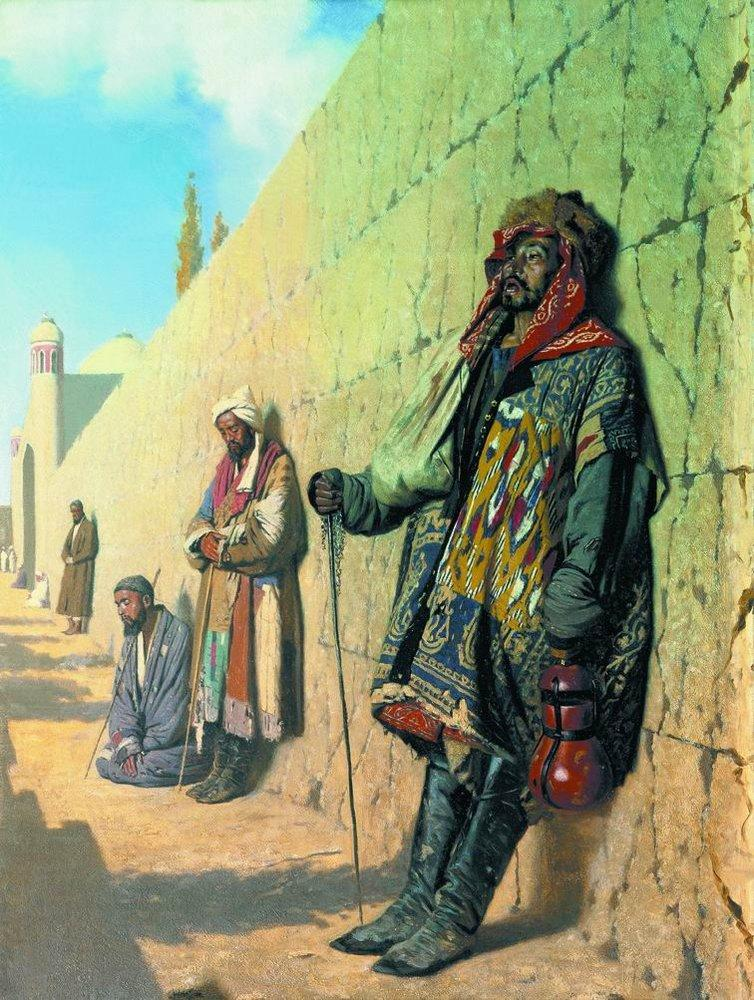
Mendiants de Samarcande
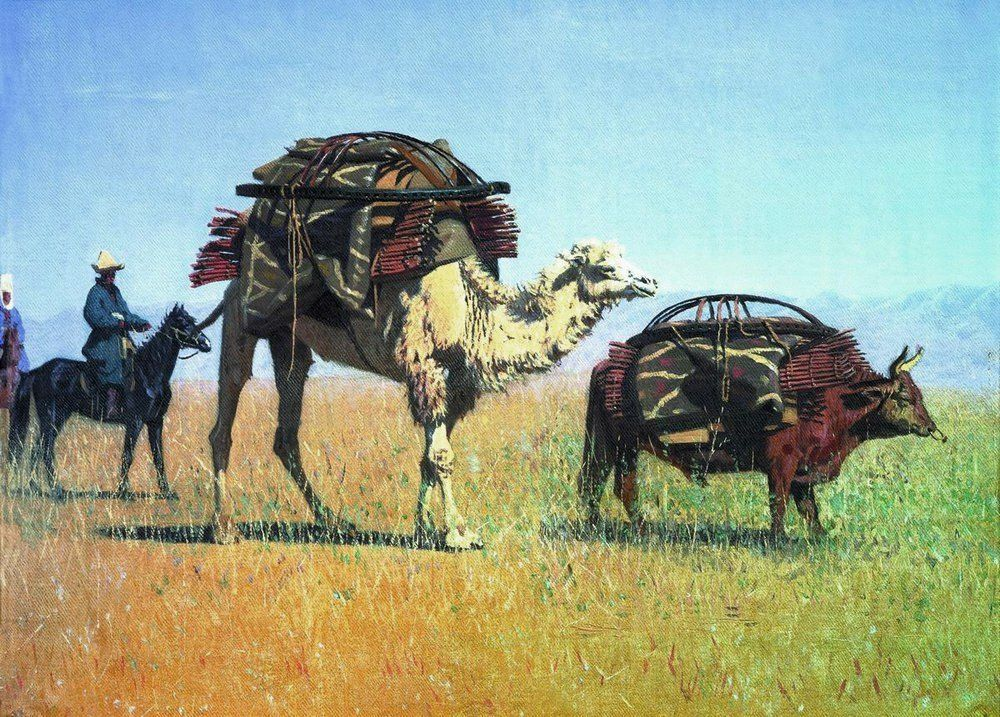
Changement de camp chez les Kirghizes
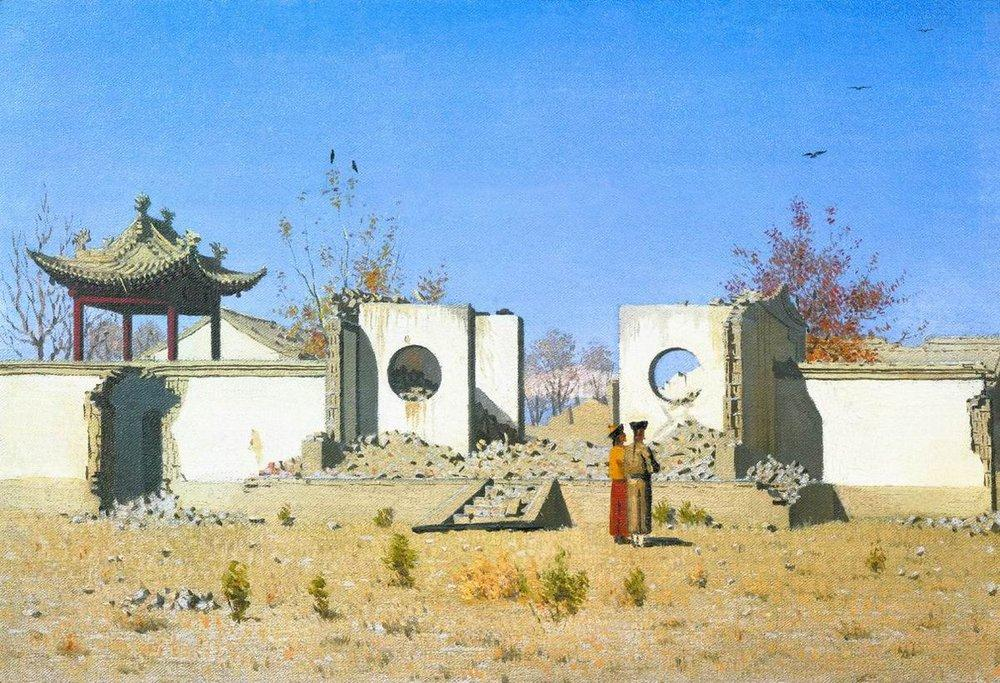
Ruine du temple chinois. Akkent
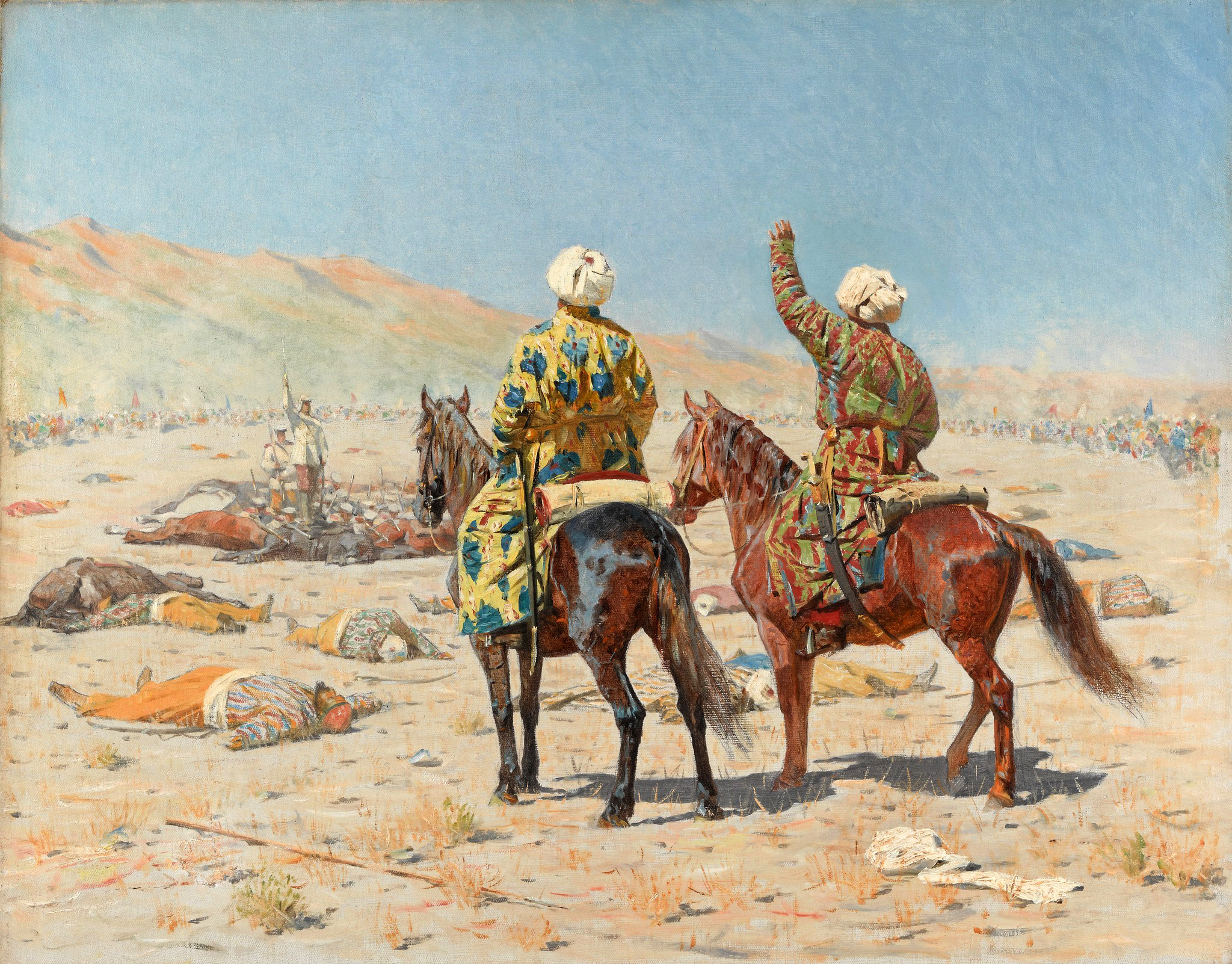
Les Parlementaires : “Rendez-vous!” “Fous le camp !”
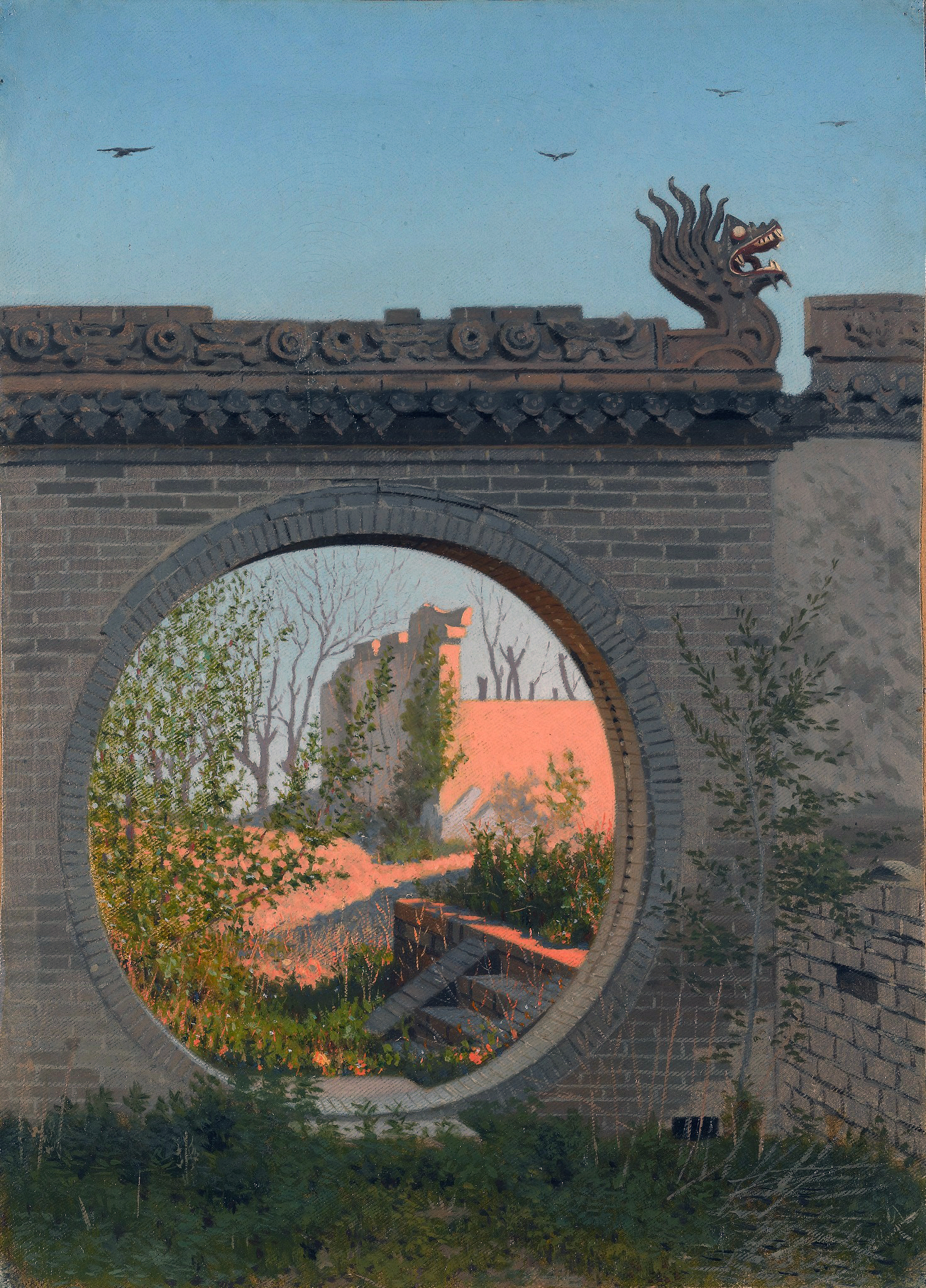
Porte du jardin à Tacheng
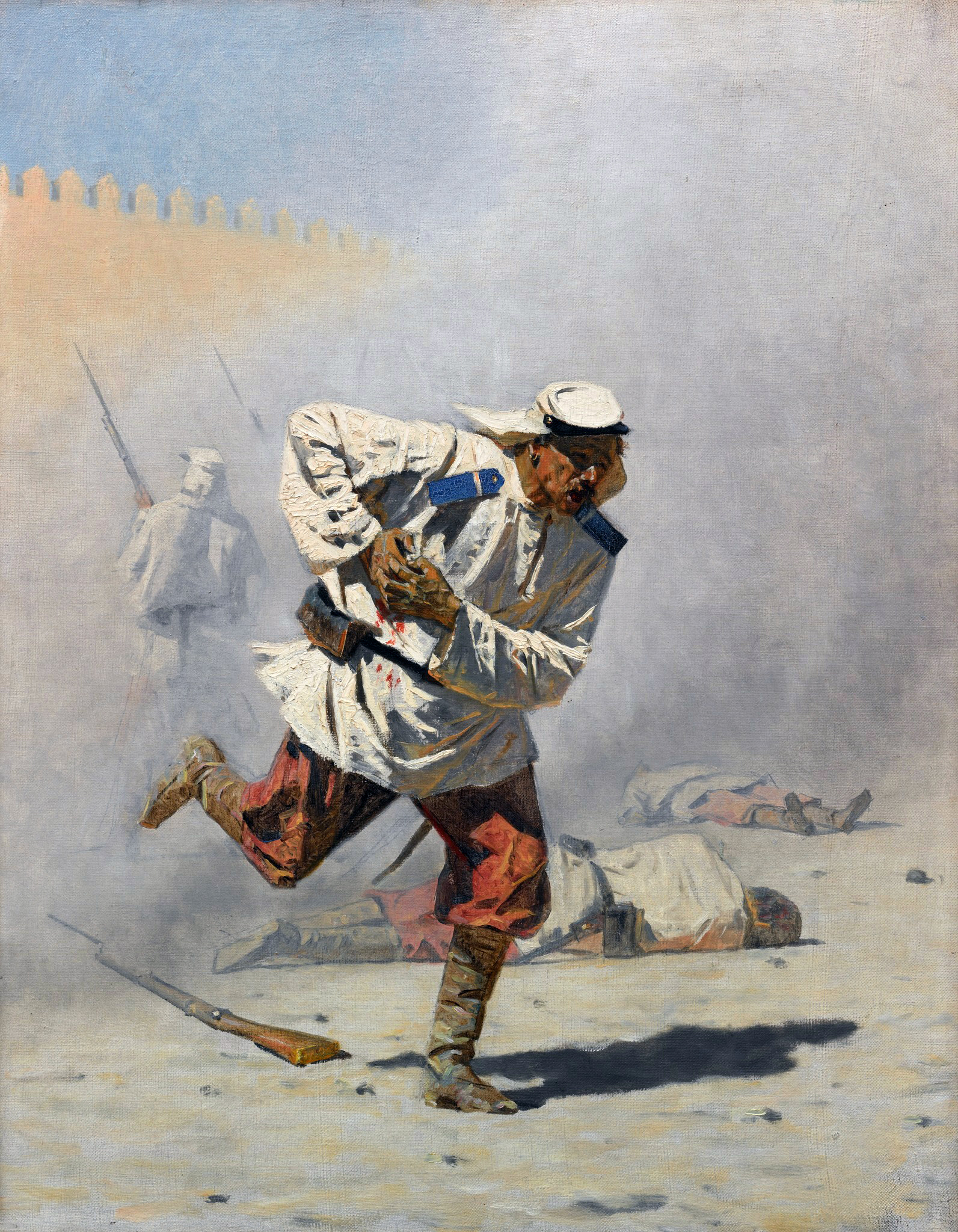
Blessé mortellement
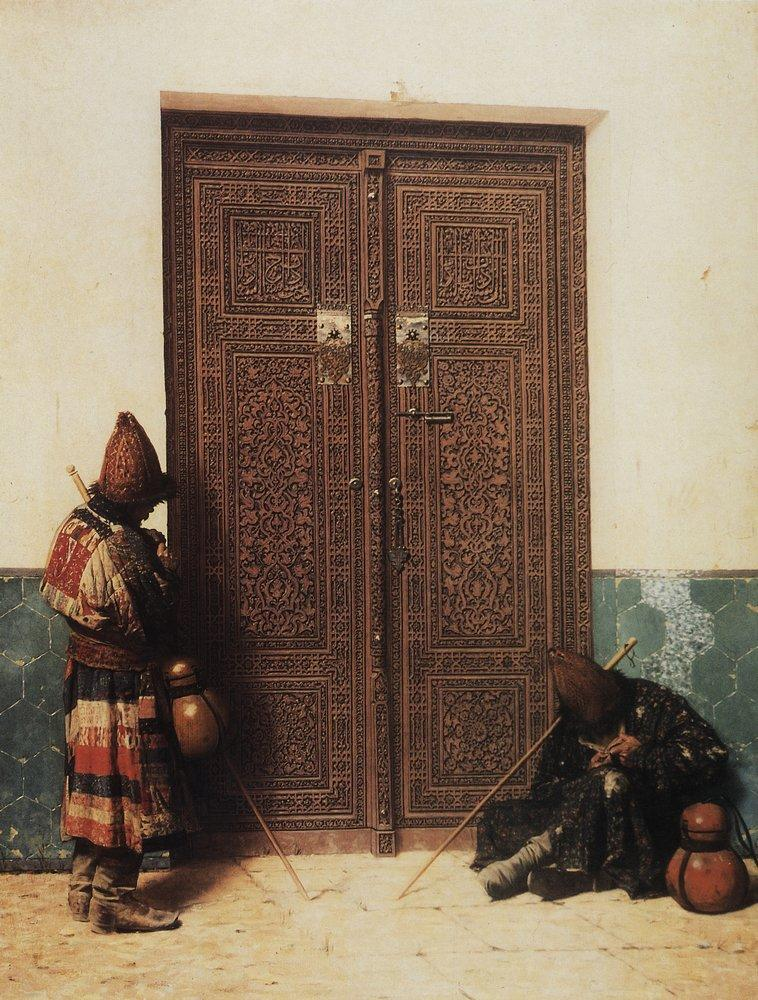
À la porte de la mosquée
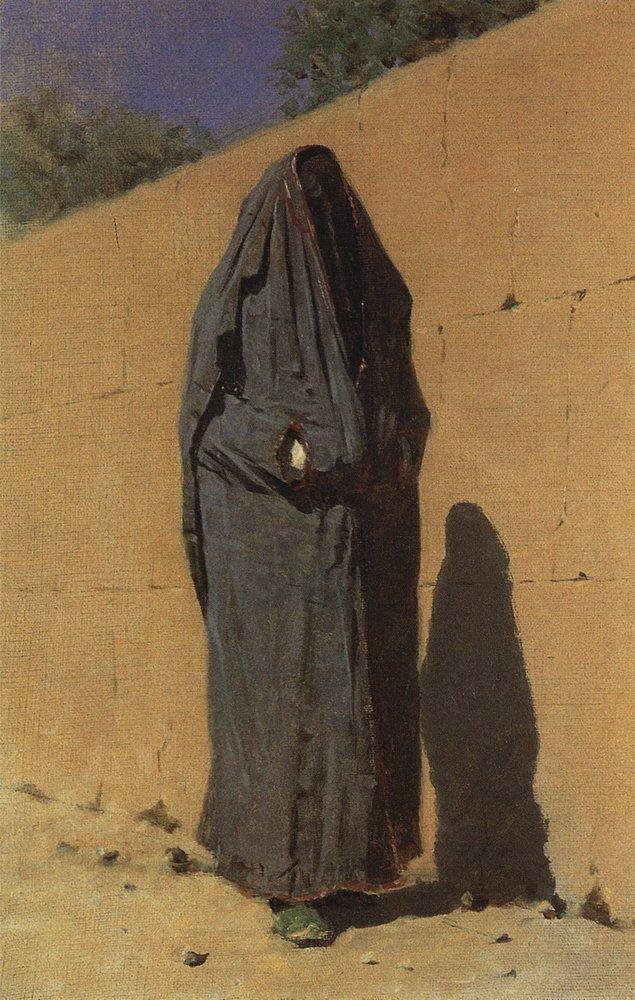
Femme ouzbek à Tachkent

### LesBarbares

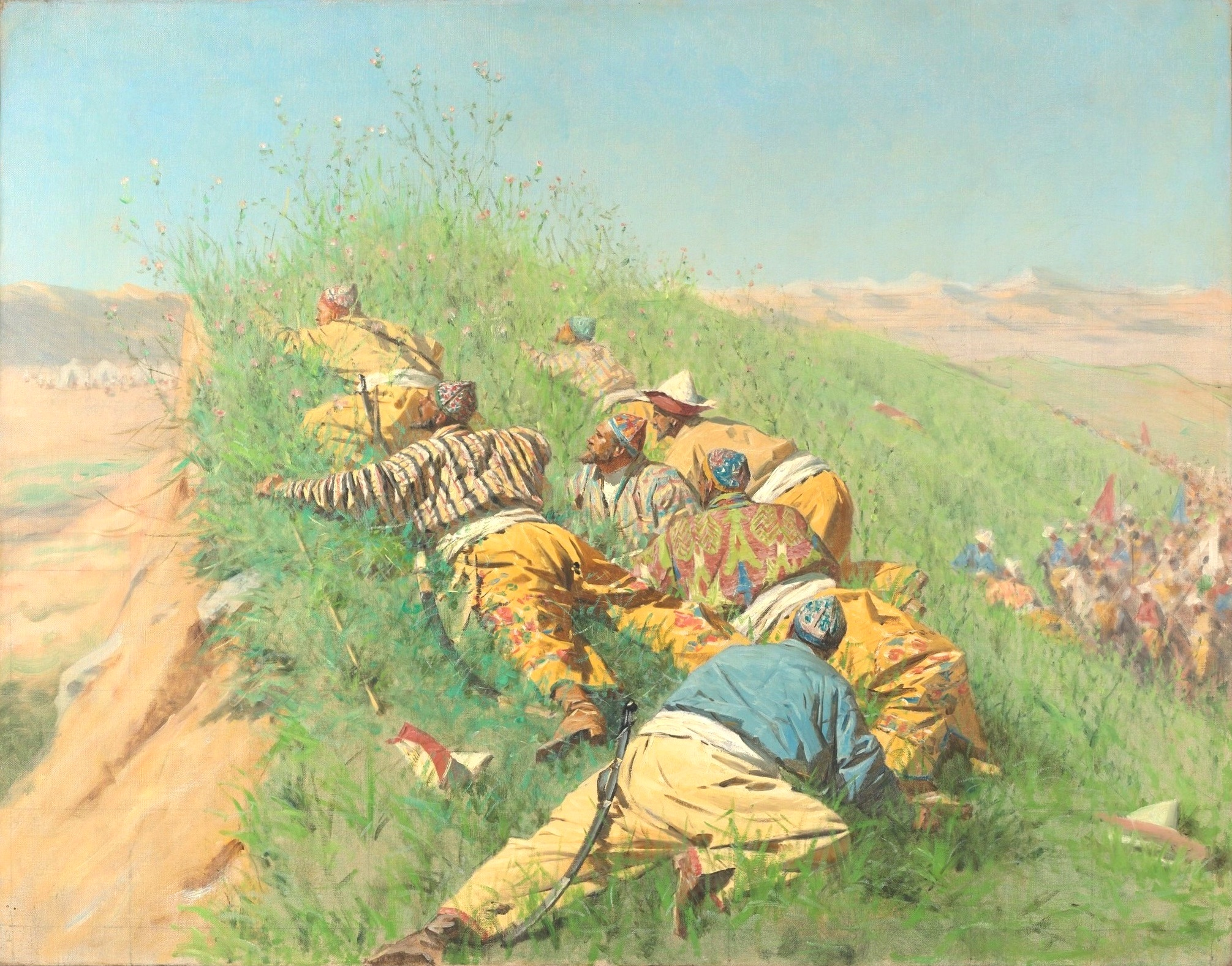
Le guet (1873)
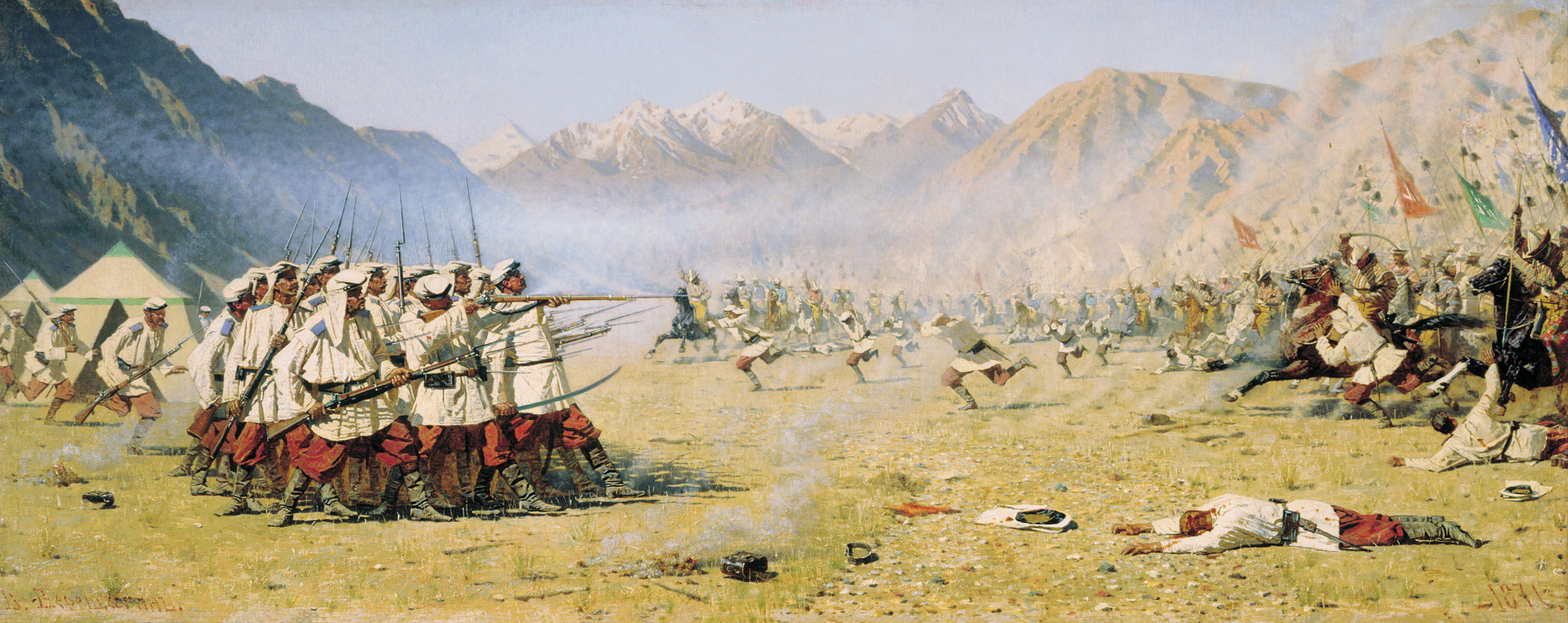
L'Attaque surprise (1871)
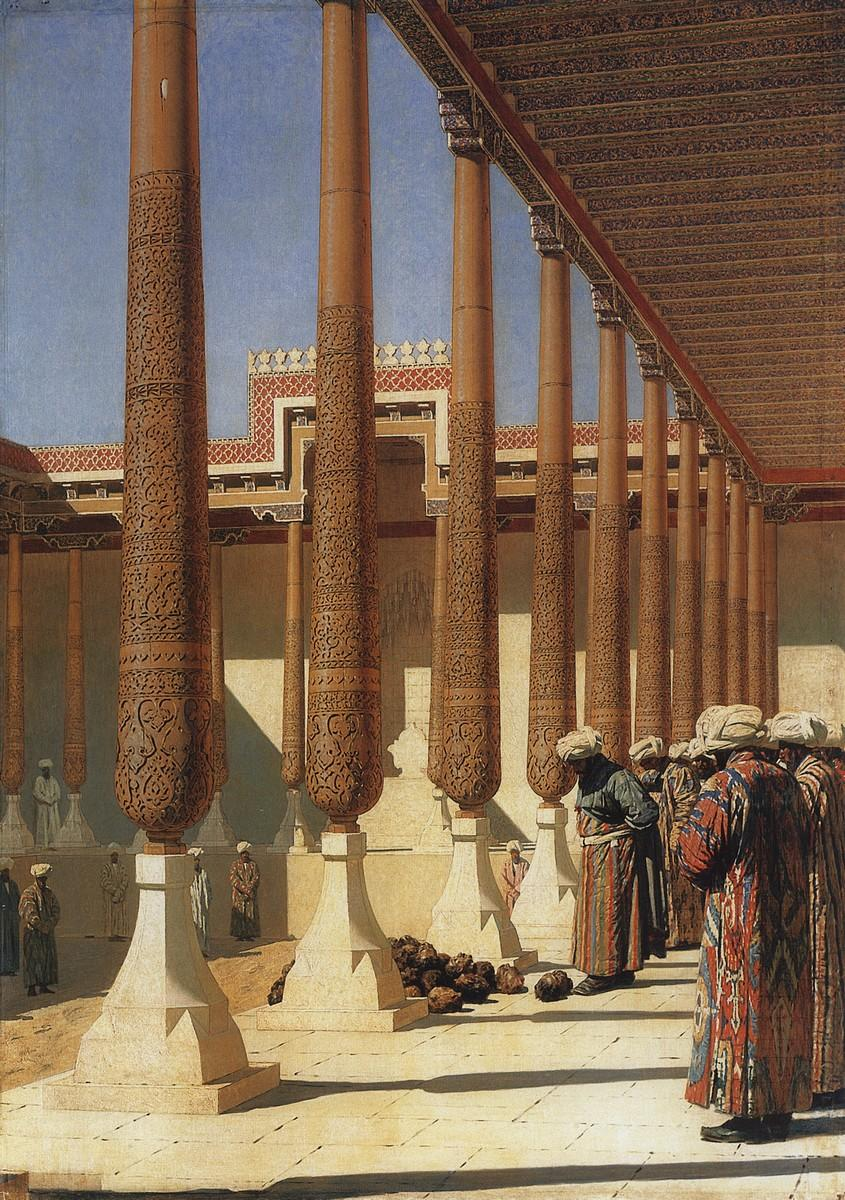
Présentation des trophées (1872)
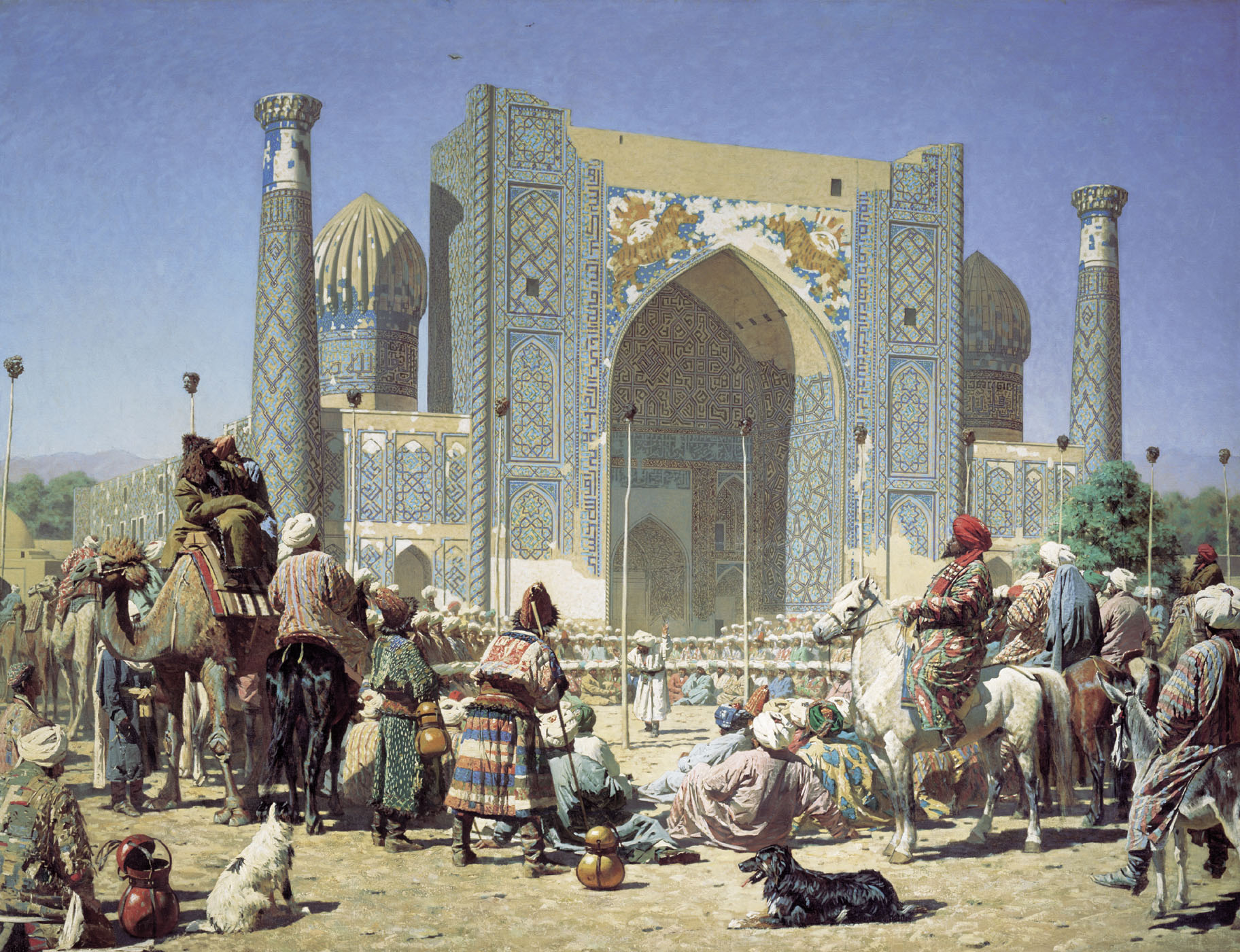
Triomphe (1872)

La série comprend également un tableau Cernés ils poursuivent (1872), que l'auteur a brûlé.